# Narcisse Prokopec
Narcisse Prokopec (* 4. November 1926 in Beregszász; † 14. Januar 2023) war eine deutsche Pianistin und Musiklehrerin.

## Werdegang
Prokopec studierte in Prag, Frankfurt, München und an der Staatlichen Hochschule für Musik Stuttgart. Als Konzertpianistin trat sie unter anderem im Rahmen der Ludwigsburger Schlossfestspiele und bei den Tonkünstlerfesten des Landesmusikrats Baden-Württemberg in Stuttgart auf.

## Ehrungen
- 1998: „Pro art“-Medaille der Künstlergilde Esslingen
- 1999: Verdienstkreuz am Bande der Bundesrepublik Deutschland